# Associazione Calcio Reggiana 1979-1980
Questa voce raccoglie le informazioni riguardanti l'Associazione Calcio Reggiana nelle competizioni ufficiali della stagione 1979-1980.

## La stagione
In questa stagione di Serie C1 la parola d'ordine è ridimensionamento, è una Reggiana alla buona quella che il riconfermato Franco Marini conduce a un deludente 11º posto. Il presidente Carlo Visconti,  Gino Lari,  Giorgio Degola e Rainero Lombardini, il quadrunvirato che gestiva la Reggiana da oltre vent'anni, alza bandiera bianca e passa la mano. Subentra il ceramista Franco Vacondio, coadiuvato da Sisto Fontanili. Se ne va anche Claudio Zanni, storico segretario della Reggiana al timone dal 1962, e al suo posto subentra Flaviano Camellini.
In casa granata è austerità. Se ne vanno i pezzi migliori: Francesco Romano viene ceduto al Milan, Marino Marlia al Parma, Dino Galparoli al Brescia, Domenico Neri al Como. Arrivano giovani poco conosciuti, quali Paolo Biancardi, Claudio Colombi, Piero Fiorentini, poi in cambio del centravanti Alessandro Bertoni raggiunge Reggio l'attaccante della Rondinella Mario Palazzi. Vengono lanciati un paio giovani del vivaio granata, Lorenzo Mossini e Gian Paolo Reverberi. Dal Parma arriva l'attempato Giovanni Colonelli e con lui dal Vicenza l'esperto Vito Callioni. Dopo una buona partenza che porta i granata nelle posizioni di vertice, la verve dei giovani si esaurisce e la squadra scivola a centro classifica. Alla fine del torneo è solo salvezza.
Nella Coppa Italia di Serie C la Reggiana supera il girone di qualificazione eliminando Cremonese e Piacenza, nei Sedicesimi supera il Pergocrema nel doppio confronto, poi cede al Varese negli Ottavi di finale.

## Divise
| Prima divisa |

## Rosa
| N. |                   | Ruolo | Calciatore          |
| -- | ----------------- | ----- | ------------------- |
|    | Italia (bandiera) | A     | Uberto Aguzzoli     |
|    | Italia (bandiera) | D     | Rolando Berti       |
|    | Italia (bandiera) | A     | Alessandro Bertoni  |
|    | Italia (bandiera) | C     | Paolo Biancardi     |
|    | Italia (bandiera) | D     | Fernando Bogani     |
|    | Italia (bandiera) | D     | Vito Callioni       |
|    | Italia (bandiera) | P     | Carlo Carnelutti    |
|    | Italia (bandiera) | D     | Emidio Cattelani    |
|    | Italia (bandiera) | D     | Roberto Catterina   |
|    | Italia (bandiera) | D     | Claudio Colombi     |
|    | Italia (bandiera) | C     | Giovanni Colonnelli |

| N. |                   | Ruolo | Calciatore           |
| -- | ----------------- | ----- | -------------------- |
|    | Italia (bandiera) | C     | Vittore Erba         |
|    | Italia (bandiera) | A     | Piero Fiorentini     |
|    | Italia (bandiera) | A     | Lorenzo Mossini      |
|    | Italia (bandiera) | P     | Antonio Pagani       |
|    | Italia (bandiera) | A     | Mario Palazzi        |
|    | Italia (bandiera) | A     | Mauro Rabitti        |
|    | Italia (bandiera) | C     | Gian Paolo Reverberi |
|    | Italia (bandiera) | C     | Elis Rinieri         |
|    | Italia (bandiera) | D     | Fausto Sassi         |
|    | Italia (bandiera) | C     | Luciano Sola         |
|    | Italia (bandiera) | D     | Claudio Testoni      |

## Risultati

### Campionato

#### Girone di andata
| Casale Monferrato 30 settembre 1979 1ª giornata | Casale         | 0 – 0 | Reggiana | Stadio Natale Palli\| Arbitro: \| Leni (Perugia) \| |
| Arbitro:                                        | Leni (Perugia) |       |          |                                                     |

| Arbitro: | Cherri (Macerata) |

|  |           |             |
|  | Marcatori | 68’ Ascagni |

| Arbitro: | Baldi (Roma) |

|                                       |           |  |
| Rabitti 37’ Mossini 72’ Reverberi 84’ | Marcatori |  |

| Arbitro: | Bianciardi (Siena) |

|           |           |             |
| Tinti 83’ | Marcatori | 64’ Palazzi |

| Arbitro: | Lombardo (Marsala) |

|                  |           |  |
| Magnocavallo 44’ | Marcatori |  |

| Reggio Emilia 4 novembre 1979 6ª giornata | Reggiana          | 0 – 0 | Piacenza | Stadio Mirabello\| Arbitro: \| Pirandola (Lecce) \| |
| Arbitro:                                  | Pirandola (Lecce) |       |          |                                                     |

| Arbitro: | Luci (Firenze) |

|                      |           |                                        |
| Quartieri 89’ (rig.) | Marcatori | 20’ Callioni 52’ Mossini 70’ Reverberi |

| Arbitro: | Faccenda (Salerno) |

|                                            |           |  |
| Fiorentini 43’ (rig.) Erba 48’ Mossini 55’ | Marcatori |  |

| Treviso 25 novembre 1979 9ª giornata | Treviso            | 0 – 0 | Reggiana | Stadio Omobono Tenni\| Arbitro: \| Manfredini (Pavia) \| |
| Arbitro:                             | Manfredini (Pavia) |       |          |                                                          |

| Arbitro: | Vallesi (Pisa) |

|                |           |             |
| Gramignoli 66’ | Marcatori | 22’ Palazzi |

| Arbitro: | Esposito (Torre del Greco) |

|                |           |             |
| Fiorentini 13’ | Marcatori | 82’ D'Amico |

| Arbitro: | Corigliano (Crotone) |

|  |           |                            |
|  | Marcatori | 38’ Palazzi 77’ Fiorentini |

| Arbitro: | Testa (Prato) |

|                  |           |                       |
| Mossini 35’, 66’ | Marcatori | 19’ Frutti 87’ Facchi |

| Arbitro: | Bianciardi (Siena) |

|              |           |  |
| Guidetti 77’ | Marcatori |  |

| Arbitro: | Altobelli (Roma) |

|                |           |             |
| Colonnelli 61’ | Marcatori | 86’ Sartori |

| Arbitro: | Giaffreda (Roma) |

|              |           |  |
| Bongiorni 7’ | Marcatori |  |

| Reggio Emilia 27 gennaio 1980 17ª giornata | Reggiana       | 0 – 0 | Cremonese | Stadio Mirabello\| Arbitro: \| Vallesi (Pisa) \| |
| Arbitro:                                   | Vallesi (Pisa) |       |           |                                                  |

#### Girone di ritorno
| Reggio Emilia 3 febbraio 1980 18ª giornata | Reggiana                  | 0 – 0 | Casale | Stadio Mirabello\| Arbitro: \| Pezzella (Frattamaggiore) \| |
| Arbitro:                                   | Pezzella (Frattamaggiore) |       |        |                                                             |

| Arbitro: | Pirandola (Lecce) |

|                     |           |             |
| G. Salvi 84’ (rig.) | Marcatori | 82’ Palazzi |

| Arbitro: | Zumbo (Reggio Calabria) |

|  |           |          |
|  | Marcatori | 62’ Erba |

| Arbitro: | Pampana (Pisa) |

|             |           |                        |
| Mossini 62’ | Marcatori | 44’ Cerrone 66’ Fabbri |

| Arbitro: | Pairetto (Torino) |

|             |           |               |
| Mossini 70’ | Marcatori | 50’ Schiraldi |

| Arbitro: | Testa (Prato) |

|            |           |  |
| Gritti 51’ | Marcatori |  |

| Arbitro: | Damiani (Ascoli Piceno) |

|                 |           |              |
| Erba 59’ (rig.) | Marcatori | 23’ Marchesi |

| Arbitro: | Tuveri (Cagliari) |

|                                          |           |  |
| Callioni 58’ (aut.) Palladino 82’ (rig.) | Marcatori |  |

| Arbitro: | Faccenda (Salerno) |

|                          |           |  |
| Rabitti 22’ Callioni 85’ | Marcatori |  |

| Arbitro: | Lorenzetti (Macerata) |

|            |           |  |
| Rabitti 2’ | Marcatori |  |

| Arbitro: | Testa (Prato) |

|                                      |           |                         |
| Garlini 30’, 80’ Briganti 69’ (rig.) | Marcatori | 38’ Erba 88’ Fiorentini |

| Arbitro: | Rinaldi (Caserta) |

|                           |           |              |
| Rabitti 71’ Reverberi 87’ | Marcatori | 49’ Bocchinu |

| Arbitro: | Greco (Lecce) |

|           |           |            |
| Pozzi 60’ | Marcatori | 8’ Mossini |

| Arbitro: | Guardini (Verona) |

|          |           |             |
| Sola 87’ | Marcatori | 49’ Beccati |

| Arbitro: | Leni (Perugia) |

|                                         |           |             |
| P. Mariani 30’ (rig.) Franceschelli 85’ | Marcatori | 54’ Rabitti |

| Arbitro: | Ramicone (Tivoli) |

|                            |           |              |
| Fiorentini 26’, 86’ (rig.) | Marcatori | 80’ Gaudenzi |

| Cremona 8 giugno 1980 34ª giornata | Cremonese           | 0 – 0 | Reggiana | Stadio Giovanni Zini\| Arbitro: \| Coppetelli (Tivoli) \| |
| Arbitro:                           | Coppetelli (Tivoli) |       |          |                                                           |

### Coppa Italia

#### Girone undicesimo
| Arbitro: | Ongaro (Rovigo) |

|                           |           |              |
| Fiorentini 28 Rabitti 88’ | Marcatori | 57’ Chigioni |

| 31 agosto 1979 2ª giornata |  | – Turno riposo Reggiana |  |  |

| Arbitro: | Galbiati (Monza) |

|           |           |                              |
| Cerri 25’ | Marcatori | 68’ Reverberi 72’ Fiorentini |

| Arbitro: | Pairetto (Torino) |

|             |           |          |
| Chigioni 7’ | Marcatori | 82’ Erba |

| 15 settembre 1979 5ª giornata |  | – Turno riposo Reggiana |  |  |

| Arbitro: | Stillacci (Torino) |

|                                        |           |             |
| Callioni 4’ Fiorentini 64’ Mossini 90’ | Marcatori | 23’ Fiorini |

#### Sedicesimi
| Crema 14 novembre 1979 Andata | Pergocrema           | 0 – 0 | Reggiana | Stadio Giuseppe Voltini\| Arbitro: \| Polacco (Conegliano) \| |
| Arbitro:                      | Polacco (Conegliano) |       |          |                                                               |

| Arbitro: | De Marchi (Novara) |

|              |           |  |
| Zamberlan ?’ | Marcatori |  |

#### Ottavi
| Arbitro: | Polacco (Conegliano) |

|  |           |            |
|  | Marcatori | 35’ Baldan |

| Arbitro: | De Marchi (Novara) |

|                             |           |             |
| Mauti 28’ (rig.) Catena 85’ | Marcatori | 14’ Rinieri |